# Pierre-François Bienaymé
Pour les articles homonymes, voir Bienaymé.
Pierre-François Bienaymé (1737-1806) a été évêque de Metz. Il est l'oncle du général Jean-Andoche Junot, cette parenté célèbre aurait influé sur sa nomination comme évêque.

## Biographie
Il est né à Montbard en Côte-d'Or le 26 octobre 1737. Fils d'un notaire, il étudie le droit et la théologie à Paris. Il est licencié en 1760.
Il est d'abord chapelain de la collégiale de Montbard en 1760, devient premier chanoine de la cathédrale d'Evreux puis, en 1779, il rejoint le prieuré bénédictin de Saint-Venant en Touraine dont il devient prieur commendataire.
A la signature du concordat de 1801 le diocèse de Metz est revendiqué par 
l'évêque réfractaire Louis-Joseph de Montmorency-Laval et l'évêque constitutionnel Nicolas Francin. Le pape leur demande de démissionner et Pierre-François Bienaymé est nommé évêque de Metz le 11 avril 1802, confirmé le 4 mai et ordonné le 9. Il s'installe solennellement dans son diocèse le 27 juin.
Passionné de sciences naturelles, il était un proche de Georges-Louis Leclerc de Buffon et  Louis Jean-Marie Daubenton originaires comme lui de Montbard. Il a rédigé un  Mémoire sur les abeilles publié en 1780 puis en 1804.
Il est mort à Metz le 6 février 1806.